# Петрашку, Валентина Григорьевна
Валенти́на Григо́рьевна Петра́шку (рум. Valentina Petrașcu; род. 1943) — советский передовик сельскохозяйственного производства, Герой Социалистического Труда (1973).

## Биография
Родилась 17 июля 1943 года в селе Данчены на территории, присоединённой во время Второй мировой войны к Румынии (ныне в Яловенском районе Молдавии).
С 1960 года — мастер машинного доения животноводческого комплекса «Данченский» Страшенского района. В 1966—1970 годах Валентина Григорьевна надаивала в среднем до 4016 литров молока в год с одной коровы, а в 1973 году — 5402 литра.
Член КПСС с 1972 года. Депутат Верховного Совета Молдавской ССР VIII созыва.
В дальнейшем вышла на заслуженный отдых, проживает в Молдавии.

## Награды и премии
- медаль «Серп и Молот» (06.09.1973)
- два ордена Ленина (08.04.1971; 06.09.1973)
- премия Ленинского комсомола (1974) — за активное участие в специализации и концентрации сельскохозяйственного производства, его перевода на индустриальную основу